# Torregrotta
Torregrotta est une commune de la province de Messine, dans la région Sicile, en Italie.

## Administration
| Période                                  | Période  | Identité         | Étiquette    | Qualité |
| ---------------------------------------- | -------- | ---------------- | ------------ | ------- |
| 13 juin 2006                             | En cours | Antonino Caselli | Lista Civica |         |
| Les données manquantes sont à compléter. |          |                  |              |         |

### Contrade
Crocieri, Maddalena, Grotta, Scala, Torre.

### Communes limitrophes
Monforte San Giorgio, Roccavaldina, Valdina

### Évolution démographique
Habitants recensés